# Zbory Boże
Zbory Boże (ang. Assemblies of God, dosłownie: Zgromadzenia Boże) – największa spośród zielonoświątkowych „denominacji” na świecie. W Stanach Zjednoczonych druga co do liczby zrzeszonych w niej zielonoświątkowców, po Kościele Bożym w Chrystusie. Siedziba Zborów Bożych mieści się w Springfield, w Missouri.
Zgodnie z pierwotnym zamysłem założycielskim, Zbory Boże funkcjonują bardziej jako wspólnota kooperacyjna niż scentralizowana denominacja, co podkreśla autonomię lokalnych zborów.

## Powstanie i rozwój
Zbory Boże zostały założone w 1914 roku w Hot Springs w stanie Arkansas, podczas konwencji założycielskiej. Ich celem było promowanie jedności i stabilności doktrynalnej wśród licznych grup, które doświadczyły przebudzeń zielonoświątkowych na początku XX wieku. Od momentu powstania wspólnota ta doświadczyła dynamicznego rozwoju, stając się jednym z najszybciej rosnących ruchów religijnych na świecie. W latach 1987–2021 liczba wyznawców w USA wzrosła o ponad 50%.
Na poziomie globalnym, w 2011 roku Zbory Boże liczyły 65 mln wiernych, z czego 3 miliony w samych Stanach Zjednoczonych. Do największych wspólnot krajowych na tamten czas należały: Brazylia (22,5 mln), Korea Południowa (3,1 mln), Stany Zjednoczone (3,0 mln), Nigeria (2,8 mln), Angola (2,2 mln), Ghana (1,7 mln) i Mozambik (1,6 mln). 
Wzrost ten był kontynuowany; na przykład, w latach 2012–2022 wspólnota w Tanzanii zwiększyła się o ponad 1 milion wiernych, a do 2023 roku liczba wiernych Zborów Bożych w Demokratycznej Republice Konga osiągnęła 1 168 367 osób.  
Kilku członków Kościoła zajmowało wysokie stanowiska polityczne, w tym: prezydent Malawi – Lazarus Chakwera, prezydent Ghany – John Dramani Mahama, były premier Australii – Scott Morrison, były prokurator generalny USA – John Ashcroft, minister obrony Etiopii – Lemma Megersa, gubernator stanu Oklahoma – Kevin Stitt i była gubernator stanu Alaska – Sarah Palin.

## Doktryna
Zbory Boże mają tzw. 16 Prawd Fundamentalnych (16 Fundamental Truths), które stanowią ich oficjalne stanowisko doktrynalne. Według ich doktryny Biblia zawiera niezmienne i nieomylne słowo Boże. Wierzą w jednego Boga objawiającego się jako Ojciec, Syn (Jezus Chrystus) i Duch Święty (Trójjedyny Bóg). Jezus Chrystus jest uznawany za Zbawiciela ludzkości i jedyną drogę do Boga Ojca. Chrzest dorosłych odbywa się przez zanurzenie. Są milenarystami wierzącymi, że grzeszników po śmierci nie ominie wieczna kara. Kongregacje są niezależne i autonomiczne od siebie nawzajem i głównego biura w Springfield.

## Związki z Polską
Częścią międzynarodowej wspólnoty Zborów Bożych jest Kościół Zielonoświątkowy w Polsce.

## Zaangażowanie ekumeniczne
Zbory Boże włączyły się w działalność Globalnego Forum Chrześcijańskiego.

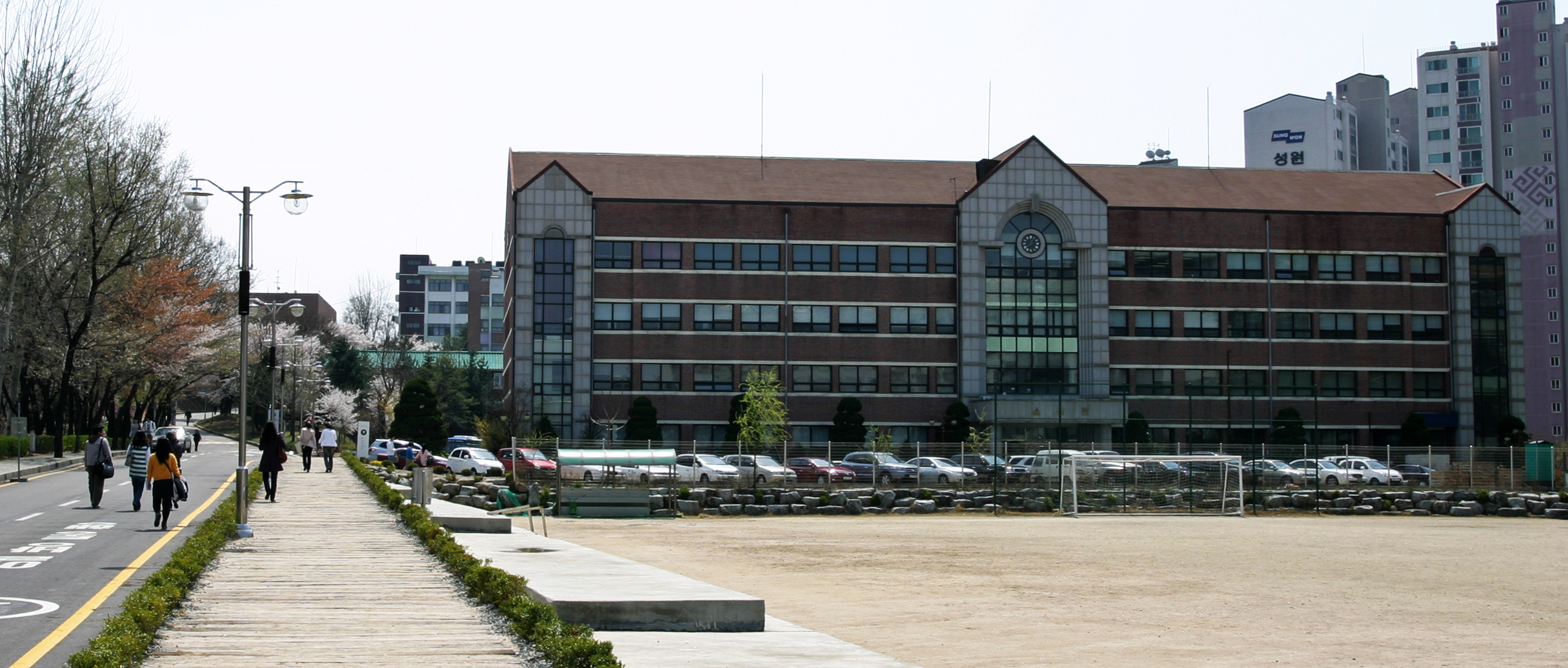
Hansei University w Seulu należy do Zborów Bożych

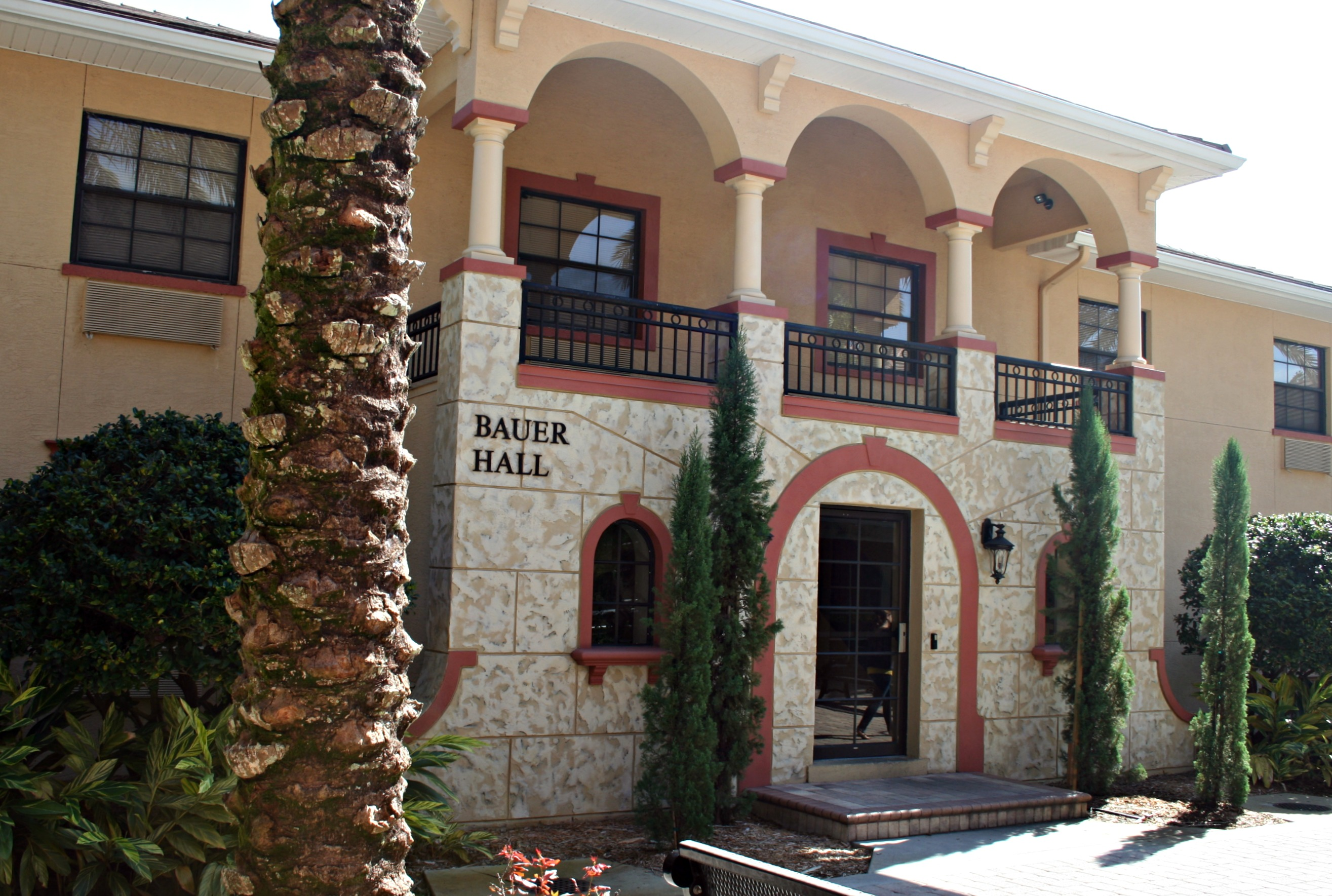
Southeastern University

| Rozwój Zborów Bożych |                 |               |
| Rok                  | Liczba wiernych | Liczba zborów |
| 2003                 | 50 718 000      | 261 213       |
| 2004                 | 52 535 000      | 268 486       |
| 2005                 | 54 718 000      | 280 481       |
| 2006                 | 57 024 000      | 295 724       |
| 2007                 | 60 047 000      | 312 048       |
| 2008                 | 61 551 000      | 332 411       |
| 2009                 | 63 090 000      | 346 108       |
| 2010                 | 64 100 000      | 350 929       |
| 2011                 | 65 399 000      | 357 760       |
| 2012                 | 66 383 000      | 362 791       |
| 2013                 | 67 512 000      | 366 105       |
| 2014                 | 67 290 000      | 372 923       |
| 2015                 | 67 992 000      | 365 157       |
| 2016                 | 68 504 000      | 367 287       |
| 2017                 | 69 189 000      | 370 844       |
| ...                  |                 |               |
| 2022                 | 85 394 000      | 444 768       |
| 2023                 | 86 143 293      | 450 106       |

## Przewodniczący
- 1989–1992: J. Philip Hogan
- 1992–2000: David Yonggi Cho
- 2000–2008: Thomas E. Trask
- 2008–2017: George O. Wood
- 2017–2023: Doug E. Clay
- od 2023: Dominic Yeo[9].